# Centro Atlántico de Arte Moderno
Le Centre atlantique d'art moderne (en espagnol : Centro Atlántico de Arte Moderno, abrégé en CAAM) est un centre culturel et un musée d'art situé à Las Palmas de Grande Canarie qui a été ouvert au public en 1989.
Le CAAM organise des expositions (essentiellement de l'art d'avant-garde) et possède une collection d'œuvres d'artistes qui influencèrent fortement la scène artistique des îles Canaries au cours du XXe siècle.
Ferran García Sevilla, Gerard Kever et Martin Kippenberger figurent parmi les artistes célèbres dont on peut y voir des œuvres.